# Arturo Uslar Pietri
Arturo Uslar Pietri (16. května 1906 Caracas – 26. února 2001 tamtéž) byl venezuelský spisovatel a veřejný intelektuál.
Jeho předkem byl Johann von Uslar, venezuelský generál německého původu a spolubojovník Simóna Bolívara. Mladší bratr Juan Uslar Pietri byl uznávaným historikem.
Vystudoval právo a politologii na Universidad Central de Venezuela. Byl poslancem za Venezuelskou demokratickou stranu a krátce vedl ministerstva školství, financí a vnitra. Po vojenském převratu, který proběhl v říjnu 1945, strávil pět let v exilu v USA. Po návratu vyučoval literaturu na univerzitě v Caracasu, v roce 1958 se stal senátorem a v roce 1963 neúspěšně kandidoval na prezidenta. Byl šéfredaktorem největšího venezuelského deníku El Nacional, velvyslancem země v UNESCO a v Mezinárodní organizaci práce a pro venezuelskou televizi připravoval pořady o kultuře. Ve své publicistické činnosti tvrdě kritizoval přebujelou korupci ve venezuelské politice a závislost země na vývozu ropy.
Jeho literární tvorba vycházela z koncepce mestizaje – mísení ras typické pro historii amerického kontinentu. V roce 1930 stál u zrodu časopisu Válvula, který zanikl po vydání prvního čísla, sehrál však klíčovou roli ve formování umělecké avantgardy ve Venezuele. Jako první použil označení magický realismus pro specifický styl moderních latinskoamerických prozaiků. Jeho nejúspěšnějšími romány jsou debut Zbrocená kopí, odehrávající se v době války za nezávislost Venezuely, a Řemeslo nebožtíků, satirický obraz typické jihoamerické diktatury. Rozsáhlá epická rilogie Labyrint štěstí zůstala nedokončená. Psal také povídky, eseje, cestopisy, básně a dramata.
Byl přijat do Real Academia Española, obdržel venezuelskou národní cenu za literaturu (1954 a 1982), Řád čestné legie, Cenu knížete asturského a byl opakovaně nominován na Nobelovu cenu.

## Česky vyšlo
- Rudý ostříž [povídky]. Brno: J. V. Pojer 1940
- Řemeslo nebožtíků. Praha: Svoboda 1981
- Zbrocená kopí. Praha: SNKLHU 1963